# Оямаа, Хенрик
Хенрик Оямаа (эст. Henrik Ojamaa; 20 мая 1991, Таллин, СССР) — эстонский футболист, нападающий клуба «Флора» и национальной сборной Эстонии.

## Клубная карьера
Хенрик начинал свою карьеру в клубе «Флора», а затем провёл два года в молодёжной команде английского «Дерби Каунти». В июне 2009 года он подписал однолетний профессиональный контракт с этой командой. Ноябрь Оямаа провёл в аренде в клубе «Стаффорд Рейнджерс» и был признан игроком месяца. В конце сезона он покинул «Дерби Каунти».
18 мая 2010 года игрок подписал контракт с «Алеманией», за которую провёл всего один матч и большую часть времени играл в аренде. Летом 2011 года Хенрик заключил контракт с финским клубом РоПС, за который провёл семнадцать матчей и забил два мяча. Но РоПС вылетел из высшего дивизиона, и футболист покинул команду.
После ухода из РоПСа Хенрик находился на просмотре в шотландском «Мотеруэлле». Форвард забил четыре гола в своих первых пяти матчах за клуб и подписал полноценный контракт сроком на два с половиной года. Хенрик отпраздновал подписание контракта голом и двумя результативными передачами в кубковом матче с «Гринок Мортон». Всего он забил одиннадцать голов в пятидесяти пяти матчах за этот шотландский клуб.
6 июня 2013 год Хенрик перешёл в польскую «Легию». Затем несколько лет играл за различные европейские клубы, нигде не задерживаясь более чем на год. В 2018—2019 годах провёл полтора сезона в польском клубе «Медзь» и вместе с ним вылетел из высшего дивизиона.
В 2021 году вернулся на родину и сыграл первый матч на профессиональном уровне за эстонский клуб, став победителем Суперкубка Эстонии 2021 года в составе «Флоры».

## Карьера в сборной
Хенрик был ключевым игроком в юношеской сборной Эстонии, за которую провёл тринадцать игр и забил два гола. За молодёжную сборную он забил три мяча в трёх матчах. За национальную команду Оямаа дебютировал в 2012 году.

## Личная жизнь
Младший брат Хенрика, Хиндрек, тоже футболист, крайний защитник.

## Достижения
- Чемпион Польши: 2014